# Четатя-де-Балте (комуна)

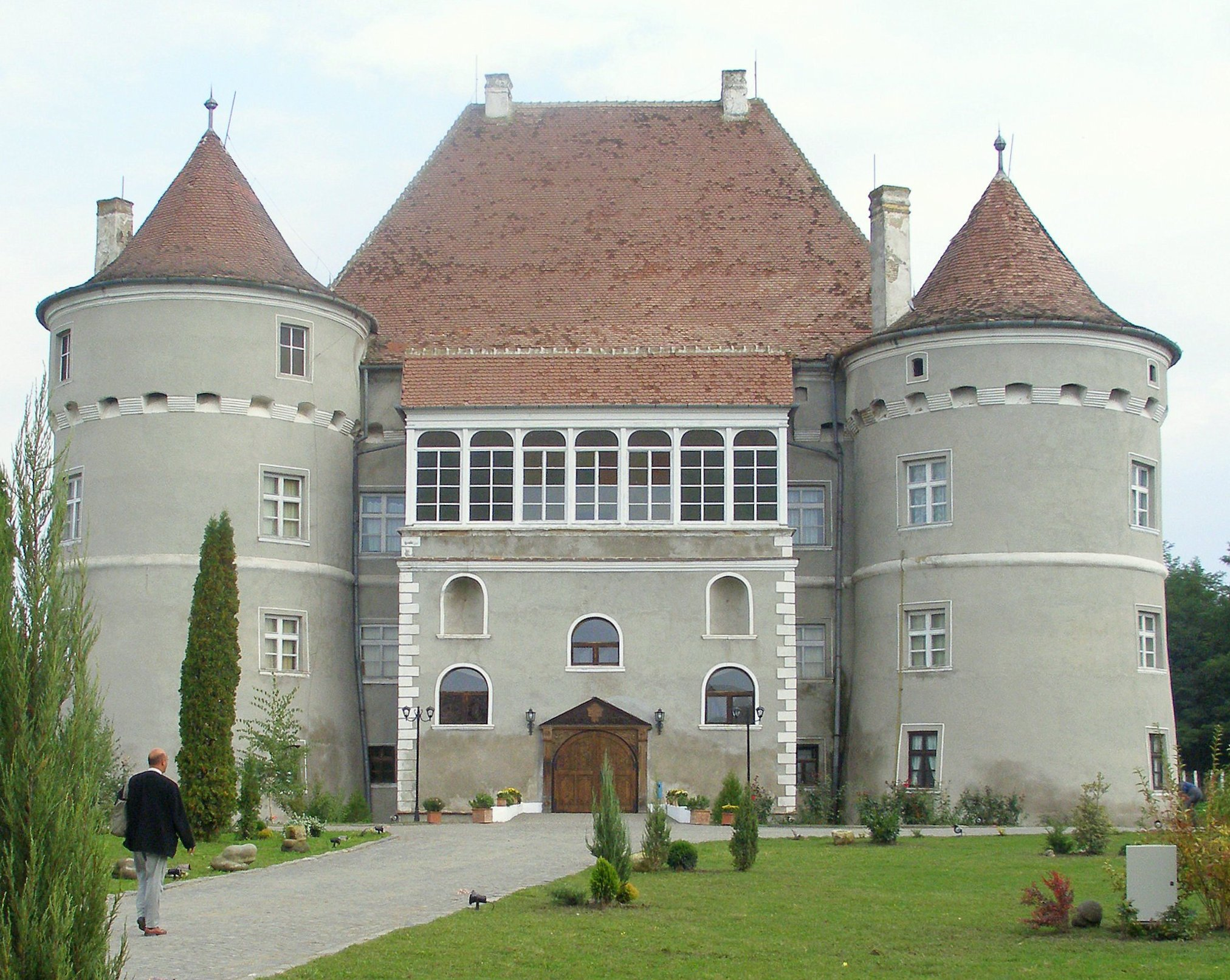
Замок XVII-XVIII століть в Четатя-де-Балте

Четатя-де-Балте (рум. Cetatea de Baltă) — комуна у повіті Алба в Румунії. До складу комуни входять такі села (дані про населення за 2002 рік):
- Кречунелу-де-Сус (179 осіб)
- Синтемеріє (314 осіб)
- Тетирлауа (719 осіб)
- Четатя-де-Балте (2005 осіб) — адміністративний центр комуни

Комуна розташована на відстані 251 км на північний захід від Бухареста, 49 км на північний схід від Алба-Юлії, 73 км на південний схід від Клуж-Напоки, 129 км на північний захід від Брашова.

## Населення
За даними перепису населення 2002 року у комуні проживали 3217 осіб.
Національний склад населення комуни:
| Національність | Кількість осіб | Відсоток |
| -------------- | -------------- | -------- |
| румуни         | 1725           | 53,6%    |
| цигани         | 836            | 26,0%    |
| угорці         | 625            | 19,4%    |
| німці          | 31             | 1,0%     |

Рідною мовою назвали:
| Мова      | Кількість осіб | Відсоток |
| --------- | -------------- | -------- |
| румунська | 2025           | 62,9%    |
| угорська  | 605            | 18,8%    |
| циганська | 560            | 17,4%    |
| німецька  | 27             | 0,8%     |

Склад населення комуни за віросповіданням:
| Релігія                                       | Кількість осіб | Відсоток |
| --------------------------------------------- | -------------- | -------- |
| православні                                   | 2299           | 71,5%    |
| реформати                                     | 582            | 18,1%    |
| греко-католики                                | 170            | 5,3%     |
| п'ятдесятники                                 | 64             | 2,0%     |
| бретрени                                      | 30             | 0,9%     |
| лютерани (Аугсбурзького сповідання)           | 27             | 0,8%     |
| баптисти                                      | 21             | 0,7%     |
| римо-католики                                 | 19             | 0,6%     |
| унітарії                                      | 3              | 0,1%     |
| адвентисти                                    | 1              | < 0,1%   |
| лютерани (Синодально-пресвітеріанська церква) | 1              | < 0,1%   |